# Sztuka aleksandryjska
Sztuka aleksandryjska – sztuka okresu hellenistycznego tworzona w Egipcie w latach 323–30 r. p.n.e.
W ikonografii sztuka aleksandryjska wypracowała sposób przedstawiania nowych grecko-egipskich bóstw, m.in. Serapisa, Izydy czy Harpokratesa. W rzeźbie marmurowej, uzupełnianej często stiukiem używała modelunku miękkiego, zacierającego ostrość konturu. Wykorzystywała wcześniejsze egipskie tradycje artystyczne, wprowadzając nowości greckie. Sztuka aleksandryjska odznaczała się realizmem w portretowaniu osób. Oryginalne były tematy alegoryczne, erotyka i sceny rodzajowe. W zdobnictwie wysoki poziom w mozaice podłogowej, toreutyce, złotnictwie oraz gliptyce. Wywarła wpływ na sztukę koptyjską i rzymską.